# Naubolus albopunctatus
Naubolus albopunctatus là một loài nhện trong họ Salticidae.
Loài này thuộc chi Naubolus. Naubolus albopunctatus được Cândido Firmino de Mello-Leitão miêu tả năm 1943.